# I'm in Love with My Car
〈I'm in Love with My Car〉는 1975년에 4번째 음반 《A Night at the Opera》에 발매된 영국의 록 밴드 퀸의 노래이다. 또한 이 곡은 드럼 연주자인 로저 테일러가 작곡한 곡이다.

## 참여 인원
- 로저 테일러 - 리드와 백 보컬, 드럼, 리듬 기타[1]
- 프레디 머큐리 - 피아노, 백 보컬
- 브라이언 메이 - 리드 기타, 백 보컬
- 존 디콘 - 베이스 기타